# Westpolder (Kortgene)
De Westpolder was een polder en een waterschap in de gemeenten Kortgene en Wissenkerke op Noord-Beveland, in de Nederlandse provincie Zeeland.
Bij het octrooi van 1680 voor de bedijking van de schorren rond Kortgene werd eerst de Stadspolder bedijkt. Pas in 1686 werden de schorren ten westen en oosten van de Stadpolder bedijkt als de West- en Oostpolder, later de Westpolder genoemd.
Sedert de oprichting van het afwateringswaterschap Stadspolder c.a. in Noord-Beveland in 1872 was de polder hierbij aangesloten.
Op 1 februari 1953 overstroomde de polder. De polder viel op 25 april weer droog.